# Konjunkturrat
Der Konjunkturrat für die öffentliche Hand in Deutschland ist ein Koordinationsinstrument nach dem Stabilitätsgesetz (StabG).

## Zusammensetzung
Nach § 18 StabG gehören dem Konjunkturrat, der von der Bundesregierung zu bilden ist, folgende Mitglieder an:
- Der Bundesminister für Wirtschaft und Energie (Vorsitzender)
- Der Bundesminister der Finanzen
- Ein Vertreter jedes Bundeslandes
- Vier Gemeinde- und Gemeindeverbandsvertreter
- Eventuell ein beratendes Mitglied der Deutschen Bundesbank

## Aufgaben
Die Aufgaben des Konjunkturrates sind ebenfalls im Stabilitätsgesetz geregelt und umfassen sowohl eine Beratungsfunktion als auch eine Koordinationsfunktion.
Der Konjunkturrat soll demnach gehört werden, wenn bestimmte Maßnahmen des Stabilitätsgesetzes ergriffen werden sollen. Außerdem soll er regelmäßig die zur Erfüllung und Erreichung der wirtschaftlichen Stabilität, wie sie in § 1 StabG definiert ist, notwendigen Maßnahmen beraten und koordinieren, sowie über die Möglichkeiten der Deckung des staatlichen Kreditbedarfs beraten. Für letzteren Punkt wird des Weiteren ein besonderer Ausschuss für die Kreditfragen gebildet.
Der Konjunkturrat dient also der Koordination der konjunkturpolitischen Maßnahmen der Bundesregierung und soll dadurch eine bessere und effizientere Wirtschaftspolitik ermöglichen.